# Neuraminidaza
Neuraminidaza je protein, stručnjak za bijeg, koji oslobađa viruse s površina stanica i ispušta roj mikroba koji napadaju i uništavaju nove stanice.